# Henry Dudeney

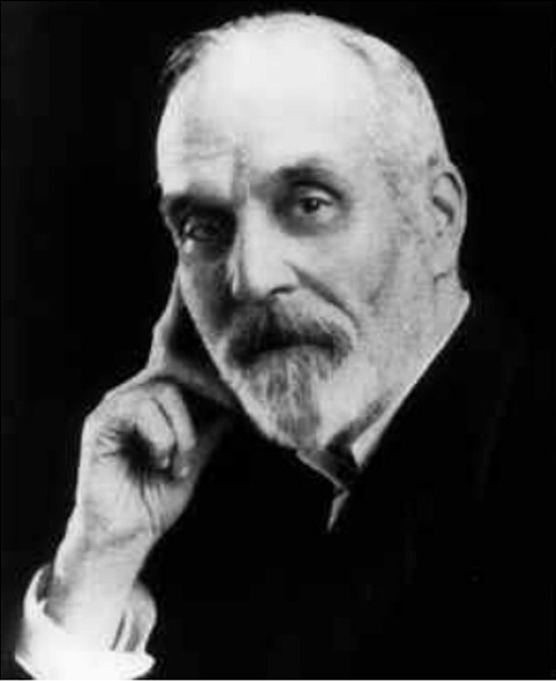
Henry Ernest Dudeney um 1910

Henry Ernest Dudeney (* 10. April 1857 in Mayfield (East Sussex); † 24. April 1930 in Lewes, Sussex) war ein englischer Autor der Unterhaltungsmathematik.

## Leben und Werk
Dudeneys Interesse für mathematische Rätsel wurde von seinem Großvater, der Mathematik und Astronomie autodidaktisch erlernte und es so vom Schafhirten zum Schullehrer brachte, geweckt. Sein Vater war ebenfalls Schullehrer, Dudeney selbst besuchte aber keine höhere Schule, sondern arbeitete ab dem Alter von 13 Jahren als kleiner Verwaltungsangestellter. Er hatte aber ein Interesse für Rätsel und Schach, auch deren Verbindung Schachkomposition, und begann schon mit neun Jahren, selbst erdachte Rätsel an Zeitungen zu schicken unter dem Pseudonym „Sphinx“. Mit dem US-amerikanischen Rätselmeister Sam Loyd veröffentlichte er ab 1893 eine Reihe von Artikeln in der Wochenzeitschrift „Tit-Bits“. Später veröffentlichte er unter eigenem Namen, in „The Weekly Dispatch“, „The Queen“, „Blighty“, „Cassel´s Magazin“ und über 30 Jahre lang in der Kolumne „Perplexities“ in „The Strand“. Seine Zusammenarbeit mit Loyd endete im Streit – Dudeney warf ihm vor, Ideen für Rätsel gestohlen und unter eigenem Namen veröffentlicht zu haben.
Eines seiner berühmtesten Rätsel ist das „Haberdasher Problem“ von 1903 (man zerschneide ein gleichseitiges Dreieck in vier Teile und setze diese zu einem Quadrat zusammen). Er erfand auch Rätsel, bei denen Buchstaben Ziffern ersetzen („Verbal Arithmetic“), z. B. in Additionsaufgaben. Seine Rätsel-Bücher waren sehr populär. Dudeney war 1918 eines der Gründungsmitglieder der British Chess Problem Society.
1884 heiratete er Alice Whiffin (1864–1945), die unter dem Namen „Mrs. Henry Dudeney“ eine damals populäre Autorin im ländlichen Milieu spielender Romane (und Kurzgeschichten für Harper’s Magazine) wurde und mit ihren Bucheinnahmen die Familie aller finanziellen Sorgen entledigte. Sie hatten eine Tochter Margery, die mit ihrem Mann in die USA auswanderte. 1914 zog Dudeney nach Lewes, wo er 1930 an Kehlkopfkrebs starb.
Neben seinen Rätseln waren die Lieblingsbeschäftigungen von Dudeney Billard, Bowling und Croquet. Außerdem war er ein passionierter Pianist und Organist, der sich für alte Kirchenmusik interessierte (sowie allgemein für anglikanische Theologie).

## Schriften
- The Canterbury Puzzles and other curious problems. New York: E. P. Dutton 1908 (Nachdruck bei Dover)
- Amusements in Mathematics. London, Edinburgh, New York: Thomas Nelson and Sons, 1917 (Nachdruck bei Dover)
- The World's Best Word Puzzles. 1925.
- Modern Puzzles. 1926.
- Puzzles and Curious Problems. 1931. (posthum, herausgegeben von der Witwe)
- A Puzzle-Mine. (posthum)
- Martin Gardner (Hrsg.): Dudeney's 536 puzzles and curious problems. 1967